# Syndrome crépusculaire
Ne doit pas être confondu avec État crépusculaire.
Le syndrome crépusculaire (en anglais : sundown syndrome ou sundowning), également appelé syndrome du coucher du soleil, syndrome des états crépusculaires,, agitation vespérale,, et angoisse vespérale, est caractérisé par des symptômes neuropsychiatriques (agitation, confusion, anxiété, agressivité) survenant en fin d'après midi, en soirée, ou la nuit.
De 10 à 66% des personnes atteintes de la maladie d'Alzheimer présentent de l'angoisse vespérale.
D'autres formes de démence sont susceptibles d'avoir ce syndrome.